# آن دختر مال من است
«آن دختر مال من است» (به انگلیسی: The Girl is Mine) تک‌آهنگی از مایکل جکسون و پل مک‌کارتنی است. ترانه‌نویس و آهنگ‌ساز این ترانه، مایکل جکسون و تهیه‌کنندهٔ آن کوئینسی جونز است. این آهنگ برای ششمین آلبوم مایکل جکسون با نام تریلر تنظیم شده‌است. قبل از ساخت این ترانه مایکل جکسون و پل مک‌کارتنی ترانه‌های «بگو بگو بگو» و «مرد» را برای آلبوم فرمان صلح (به انگلیسی: Pipes of Peace) ضبط کردند. ۱٫۳ میلیون کپی از این تک‌آهنگ تا سال ۱۹۸۵ فروش رفت.
این ترانه در جدول ۱۰۰ اثر برتر بیلبورد رتبهٔ ۲ را به‌دست‌آورد.
در سال ۲۰۰۸ در آلبومی با نام تریلر ۲۵ که در ۲۵اُمین سالگرد انتشار آلبوم تریلر (۱۹۸۲) منتشر می‌شد این ترانه تحت عنوان «آن دختر مال من است ۲۰۰۸» دوباره منتشر شد. در این نسخه، ویل.آی.ام، عضو گروه بلک آید پیز با مایکل هم‌خوانی کرده‌است. همچنین جکسون هیچ‌گاه این ترانه را به صورت زنده اجرا نکرد.